# The Guardian - Salvataggio in mare
The Guardian - Salvataggio in mare (The Guardian) è un film del 2006 diretto da Andrew Davis con protagonisti Kevin Costner ed Ashton Kutcher.

## Trama
Il film inizia con una voce fuori campo che parla di una leggenda di un uomo che vive in fondo al mare. Il capo di 1ª classe Ben Randall è un veterano della Guardia Costiera degli Stati Uniti, con alle spalle innumerevoli salvataggi in mare. Il suo matrimonio è da tempo in crisi e la moglie Helen lo ha appena lasciato. Durante una delle spedizioni di salvataggio, per prestare soccorso ad un peschereccio, a causa di una tragica fatalità, tutto il suo equipaggio perde la vita, incluso il suo migliore amico Carl. Segnato nel fisico e nello spirito, a Randall viene offerta la possibilità di addestrare un gruppo di reclute aspiranti aerosoccorritori: pur riluttante, accetta. Nel gruppo spicca il ribelle ed ambizioso Jake Fischer. Ben inizia ad addestrare a modo suo i giovani cadetti, stravolgendo le regole tradizionali e scontrandosi più volte con la spavalderia di Jake. Ma Ben vede nel ragazzo tutte le abilità e il coraggio per diventare un ottimo aerosoccorritore.
Durante il lungo e rigoroso addestramento, Jake conosce la bella insegnante Emily. Una volta divenuto a tutti gli effetti guardacoste, Jake viene assegnato alla CG Air Station Kodiak in Alaska a protezione del Mare di Bering, divenendo così collega di Ben Randall. Jake affronterà la sua prima vera missione con Ben, salvare due uomini rimasti bloccati in una caverna, Jake se la caverà ma Ben, impietrito dopo aver rivissuto la tragedia nella quale ha perso il suo equipaggio, si renderà conto che è giunto il momento di concludere la sua gloriosa carriera. Tuttavia, quando Jake si trova in difficoltà su un peschereccio che sta per affondare da un momento all'altro, Ben andrà in suo soccorso. Al momento di risalire sull'elicottero, il cavo che regge il peso dei due uomini inizia a cedere, così Ben, per salvare il suo amico, decide di sacrificarsi lasciandosi cadere in mare, morendo eroicamente.
Il film si conclude con la voce fuori campo di Jake che ricorda come la US Coast Guard condusse la più vasta missione di ricerca per un solo uomo nella sua storia, ma il corpo del capo di prima classe Ben Randall non fu mai ritrovato. Durante un salvataggio, un uomo parla a Jake di una presenza che è rimasta con lui tutto il tempo, incoraggiandolo a non mollare fino all'arrivo dei soccorsi. Jake ha trovato la sua risposta sulla sorte del suo mentore (il suo spirito è rimasto in mare, e va in soccorso dei naufraghi) e conclude dicendo che c'è una leggenda che parla di un uomo che vive in fondo al mare. È un pescatore di uomini, l'ultima speranza per tutti i dispersi in balia delle acque. È conosciuto come "il guardiano".

## Produzione
Il film è stato girato in Alaska, California e Oregon. Dopo che una serie di uragani ha colpito il sud degli Stati Uniti nel 2005, la produzione si è trasferita in Louisiana, girando molte scene a New Orleans e Shreveport. Alcune scene sono state girate presso la Barksdale Air Force Base di Bossier City e anche al Camp Minden a Minden, sempre in Louisiana.
Le scene in mare sono state girate grazie all'utilizzo di un'enorme piscina, costruita da imprenditori locali ingaggiati dalla produzione. Gli effetti speciali, come le superfici oceaniche, le onde, gli spruzzi e la pioggia, sono stati creati da Flash Film Works a Hollywood e dalla Fusion CI Studios di Los Angeles.
Una delle reclute del corso è interpretato da Mark Gangloff, nuotatore olimpico medaglia d'oro al XXVIII Olimpiade di Atene.
Clancy Brown interpreta il Capitano William Hadley, stesso grado e cognome del personaggio che interpretava ne Le ali della libertà del 1994.

## Incassi
Nel suo primo weekend di programmazione negli Stati Uniti ha guadagnato $ 18 milioni, incassando globalmente 94973540 $. 
 In Italia il film ha incassato 845 mila €.